# Koo Dae-sung
Det här är en artikel om en person med koreanskt personnamn; Koo är familjenamnet medan Dae-sung motsvarar ett svenskt förnamn.
Koo Dae-sung (hangul: 구대성; hanja: 具臺晟), född den 2 augusti 1969 i Daejeon, är en sydkoreansk före detta professionell basebollspelare som tog brons för Sydkorea vid olympiska sommarspelen 2000 i Sydney.
Koo representerade även Sydkorea vid World Baseball Classic 2006, och tog brons även där. Han spelade fem matcher och var 1–0 (en vinst och inga förluster) med en earned run average (ERA) på 1,13.
Klubbmässigt spelade Koo för koreanska Binggrae/Hanwha Eagles, japanska Orix Bluewave, amerikanska New York Mets samt australiska Sydney Blue Sox och Geelong-Korea.